# Fisica atomica

Rappresentazione di un atomo

La fisica atomica è la branca della fisica moderna che studia gli atomi come sistemi isolati, comprendenti elettroni e nuclei atomici, riguardando principalmente la disposizione degli elettroni stessi attorno al nucleo e i processi mediante i quali tali disposizioni mutano. Tale ambito coinvolge chiaramente gli atomi neutri così come gli ioni e, a meno che non altrimenti specificato, comprendendo così anche la descrizione e l'evoluzione nel tempo del modello atomico. Il termine fisica atomica è spesso erroneamente associato all'energia nucleare e alle bombe nucleari (o bombe atomiche, appunto), ambito tuttavia questo propriamente di interesse della sottobranca della fisica nucleare che focalizza invece l'attenzione solo sul nucleo atomico e le rispettive forze nucleari e reazioni nucleari.